# But Is It Art?
But Is It Art? är ett mindre svenskt skivbolag, grundat 2005.

## Artister hos skivbolaget
- Fosca
- Friday Bridge
- Sorayas
- The Higher Elevations